# Hamsika Iyer
Hamsika Iyer (ஹம்சிகா ஐயர்; n. 11 de octubre de 1975 en Pune)  es una cantante india que reside en Mumbai, nacida en Pune y se crio en Bombay. Ella estudió en la universidad SIES en la carrera de Artes y Ciencias en Sion. Con su voz única, ha grabado jingles para el mundo de la publicidad, el marathi tele-series, y ha interpretad canciones en tamil y para películas en hindi.

## Biografía
Hamsika recibió una formación inicial en la música por medio de su padre, Shri. S Balachander, un músico y musicólogo de Carnatic. En 1995, Zee TV lanzó la exitosa película india llamada "Close Up Antakshari", organizado por Annu Kapoor. así demostró su talento, esta vez en un programa popular de televisión llamado "Sa Re Ga Ma" que era conducido entonces por Sonu Nigam. Hamsika participó en las exposiciones y fue finalista en Sa Re Ga Ma. También fue invitada para participar en el episodio 100 de Sa Re Ga Ma.
A principios de 2007 llegó como una gran oportunidad, su canción "Chanda Re", se hizo popular como tambi{en su próximo tema musical titulada 'La Luna Song', en la que tuvo varios comentarios por el público.

## Discograf{ia
- Chhaya Bhitu Chhaya - Aparajita Tumi (2012) Bengalí
- Chammak Challo - Ra.One (2011) with Akon
- Jay Jagadish - Ganaraj Adhiraj (2011) with Salim Merchant and Gulraj Singh
- Jhoola Jhool - Stanley Ka Dabba (2011)
- Athadilo Edo - Kudirithe Cup Coffee (2011) Telugu
- Lalita (vocals) - Spirit and Spice (2010) by George Brooks - Releasing Jul 3, 2010 by Freight & Salvage
- Ishq Barse - Rajneeti (2010) with Pranab Biswas, Swanand Kirkire
- Ninagende Vishesha - Prithvi (2010) with Kunal Ganjawala
- Kuchi Kuchi Twist - Quick Gun Murugun (2009) with Vijay Prakash
- Jheeni Jheeni - Phir Kabhi (2009) with Bhupinder Singh
- Urrat Dhadhdhad - Sunder Mazhe Ghar (2009) (Marathi Movie)
- Kadhaigal Pesum - Angaadi Theru (2009) with Benny Dayal
- Chaal Apni - Sikandar (2009) with Rishikesh Kamerkar
- Fallen- 3 Cities (enlace roto disponible en Internet Archive; véase el historial, la primera versión y la última). (2008) with Bombay Dub Orchestra
- Bagundey Bagundey - Chintakayala Ravi (2008) with Vijay Prakash
- Khushboo Sa - Khoya Khoya Chand (2007)
- Raaz ki ek baat - Its Breaking News (2007) with Bhushan Marathe, Clinton
- Haqeeqat ne aisa pakda girebaan - Its Breaking News (2007)
- Loins of Punjab Presents (2007)
- Maa tere haath, Jaane kyun aisa lagta hai - Meri Awaz Ko Mil Gayi Roshni (2007)
- Chanda re [The moon song] - Eklavya: The Royal Guard (2007)
- The love theme - Eklavya: The Royal Guard (2007)
- Mugurtha neram - Mercury Pookal (2006) with Kunal Ganjawala
- Kal - Yesterday And Tomorrow (2005)
- Saawalith Majhya - Not Only Mrs. Raut (2003)
- Jheel jaisi teri aankhen - Jajantaram Mamantaram (2003) with Narayan Parasuram
- Pyaar se dekh le - Calcutta Mail (2003) with Sonu Nigam